# NH (omroep)
NH Media, voorheen RTV NH en RTV Noord-Holland, is de regionale radio- en televisieomroep voor de provincie Noord-Holland. NH Media bestaat uit NH Nieuws, NH Sport en NH Radio. De omroep is sinds november 2022 gevestigd in Hilversum. Voorheen was de omroep te vinden in Amsterdam. De zender is begonnen op 1 januari 1989 als Radio Noord-Holland met een zendtijd van drie uur per dag; later is dat uitgebreid tot 24 uur per dag. Sinds 2016 heet de radiozender NH Radio. Het is de officiële calamiteitenzender van Noord-Holland.

## Geschiedenis
STAD Radio Amsterdam (1976-1989, STAD staat voor Stichting Amsterdamse Draadloze omroep), ook wel bekend als Radio STAD, was een publieke radiozender in Amsterdam. In 1989 is het station opgegaan in Radio Noord-Holland.
Radio Noord-Holland is op 1 januari 1989 begonnen met uitzendingen. Eerst drie uur per dag, maar dat werd uiteindelijk 24 uur per dag. Er waren in het begin vier edities (Het Gooi, Kennemerland, Amsterdam en Noord, maar al snel werd dat aantal teruggebracht tot twee: Zuid (Groot-Amsterdam, Kennemerland, Haarlemmermeer, de Zaanstreek en het Gooi) en Noord (grofweg het deel van de provincie ten noorden van het Noordzeekanaal met uitzondering van de Zaanstreek/Purmerend). Vanaf september 2017 werd de avondprogrammering vanaf 21 uur gezamenlijk met muziekzender 40UP Radio gemaakt, maar deze samenwerking is in 2020 beëindigd.
Sinds 3 januari 2000 maakt de omroep ook televisie-uitzendingen. Ook daar werd enige tijd met twee edities gewerkt: een voor de regio Groot-Amsterdam, Zaanstad en Purmerend, en een voor de rest van de provincie. Vanwege de hoge mate van fragmentatie in de exploitatie van het kabelnetwerk en de komst van digitale televisie bleek het echter moeilijk om ervoor te zorgen dat de editie-uitzendingen op de juiste plek terechtkwamen, daarom is hiermee gestopt.
Tot augustus 2014 verzorgde de omroep naast de radio- en televisie-uitzendingen ook teletekstpagina's. Op de internetsite is naast het laatste nieuws ook programma-informatie te vinden. Radio en televisie zijn tevens via internet te beluisteren en te bekijken.
Sinds februari 2011 zijn het nieuws en de programma's ook te zien via een gratis te downloaden app.
De station-voice van NH Radio is sinds 2018 de stem van Nicolas Ruis, die ook de presentatie van het programma De Agenda voor zijn rekening neemt. Dat programma is elke zaterdag en zondag te beluisteren van 08:00 tot 10:00.
Op 6 oktober 2023 werd een regionale afdeling NH Gooi geopend in het centrum van Hilversum.

### AT5
In 2012 nam het toenmalige RTV Noord-Holland de zender AT5 over, samen met Het Parool en de AVRO. Een voorstel tot fusie van RTV NH en AT5 werd in 2013 afgewezen door Commissariaat voor de Media.

## Radiofrequenties

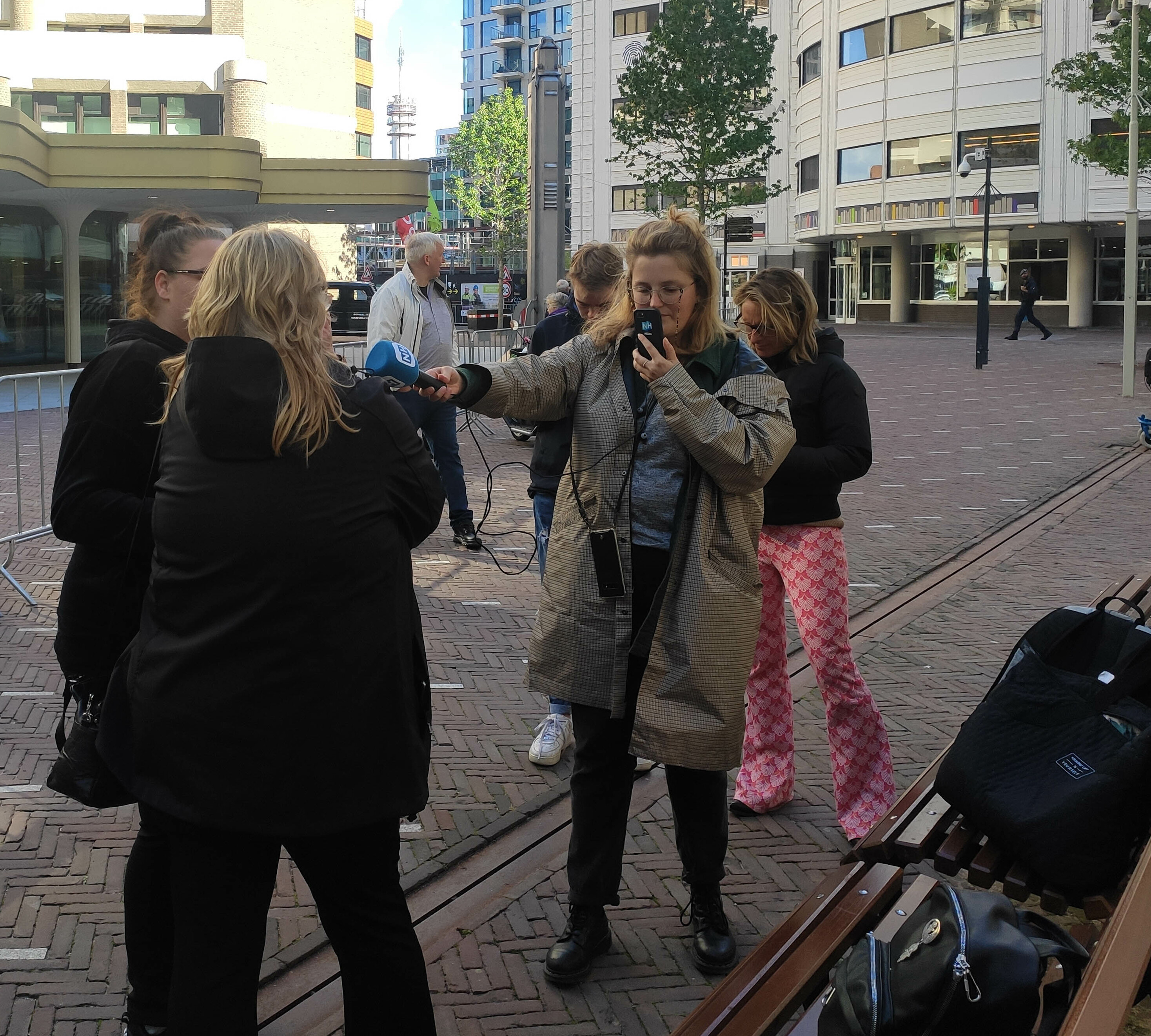
Verslaggeefster van NH doet een vox populi interview op Prinsjesdag 2022 voor de ingang van de Tweede Kamer

NH Radio is in de hele provincie te ontvangen en wordt onder andere op de volgende frequenties uitgezonden:
- Amsterdam: 88,9 MHz
- Alkmaar 88,7 MHz
- Den Helder: 93,9 MHz
- Haarlem: 88,9 MHz
- Hilversum: 88,7 MHz
- Purmerend: 88,9 MHz
- Texel: 93,9 MHz

## Presentatoren en medewerkers (ook voormalig)
- Maureen du Toit
- Marieke Elsinga
- Annabelle Zandbergen
- Anne van Egmond
- Hans van Willigenburg
- Ine Kuhr
- Erik Dijkstra
- Jeanne Kooijmans
- Leo Driessen
- Ricky Koole
- Cor Bakker
- Eddy Keur
- Lex Landeweerd
- Pieter Kok
- Nicolas Ruis
- Koos van Plateringen
- Frank Boer
- Jan Visser (weerman)
- Arjan Snijders
- Lana Wolf
- June Hoogcarspel
- Nick Velderman
- Patricia Nagelkerke
- Barbara Mulder
- Aart van Eldik
- Floris Roubos
- Mart Smeets (40UP Radio)
- Johan Derksen (40UP Radio)
- Harry de Winter (40UP Radio)
- Robert ten Brink (40UP Radio)
- Vic van de Reijt (40UP Radio)